# Algutstorps församling
Algutstorps församling är en församling i Vårgårda pastorat i Kullings kontrakt i Skara stift i Svenska kyrkan. Församlingen ligger i Vårgårda kommun i Västra Götalands län.

## Administrativ historik
Församlingen har medeltida ursprung.
Församlingen var till 2002 moderförsamling i pastoratet Algutstorp, (Kullings-)Skövde, (Södra) Härene och Landa som till 1962 även omfattade Bråttensby församling och till 1989 Tumbergs församling. År 2002 införlivades Kullings-Skövde, Södra Härene  och Landa församlingar samtidigt som församlingen ingick i Vårgårda pastorat.

## Organister
| Period    | Namn                    | Levnadstid | Övrigt    |
| --------- | ----------------------- | ---------- | --------- |
| 1952–1964 | Kerstin Ingrid Ekengren | 1916–      | Organist. |

## Kyrkor
- Algutstorps kyrka
- Kullings-Skövde kyrka
- Landa kyrka
- Södra Härene kyrka